# كابو ألمي
كابو ألمي (جارديم أوليندا، 17 ديسمبر 1962 - كامبو غراندي، 24 مايو 2021) كان سياسيًا وعسكريًا برازيليًا وعضوًا في حزب العمال البرازيلي.

## السيرة الشخصية
كان علمي عضوًا في الجمعية التشريعية لماتو جروسو من عام 2011 حتى وفاته في عام 2021.
ولد خوسيه ألمي بيريرا مورا في جارديم أوليندا، وبدأ العيش في ماتو غروسو دو سول عندما كان لا يزال طفلاً، حيث أقام في منطقة لاغوا بونيتا في ديودابوليس. في عام 1982 انتقل إلى كامبو غراندي. عمل في جامع الحافلات وتغليف ومروج المبيعات في صناعة المواد الغذائية وتخرج أيضًا كمشغل مخرطة في سيناي. في عام 1988 تمت ترقيته من قبل الشرطة العسكرية في ماتو جروسو دو سول.

## الحياة السياسية
في عام 1996 بدأ حياته السياسية عندما انتخب مستشارًا في كامبو غراندي وأعيد انتخابه لثلاث فترات. في انتخابات عام 2010 انتخب نائب للدولة وأعيد انتخابه لفترتين أخريين في 2014 و2018.